# Get Scared

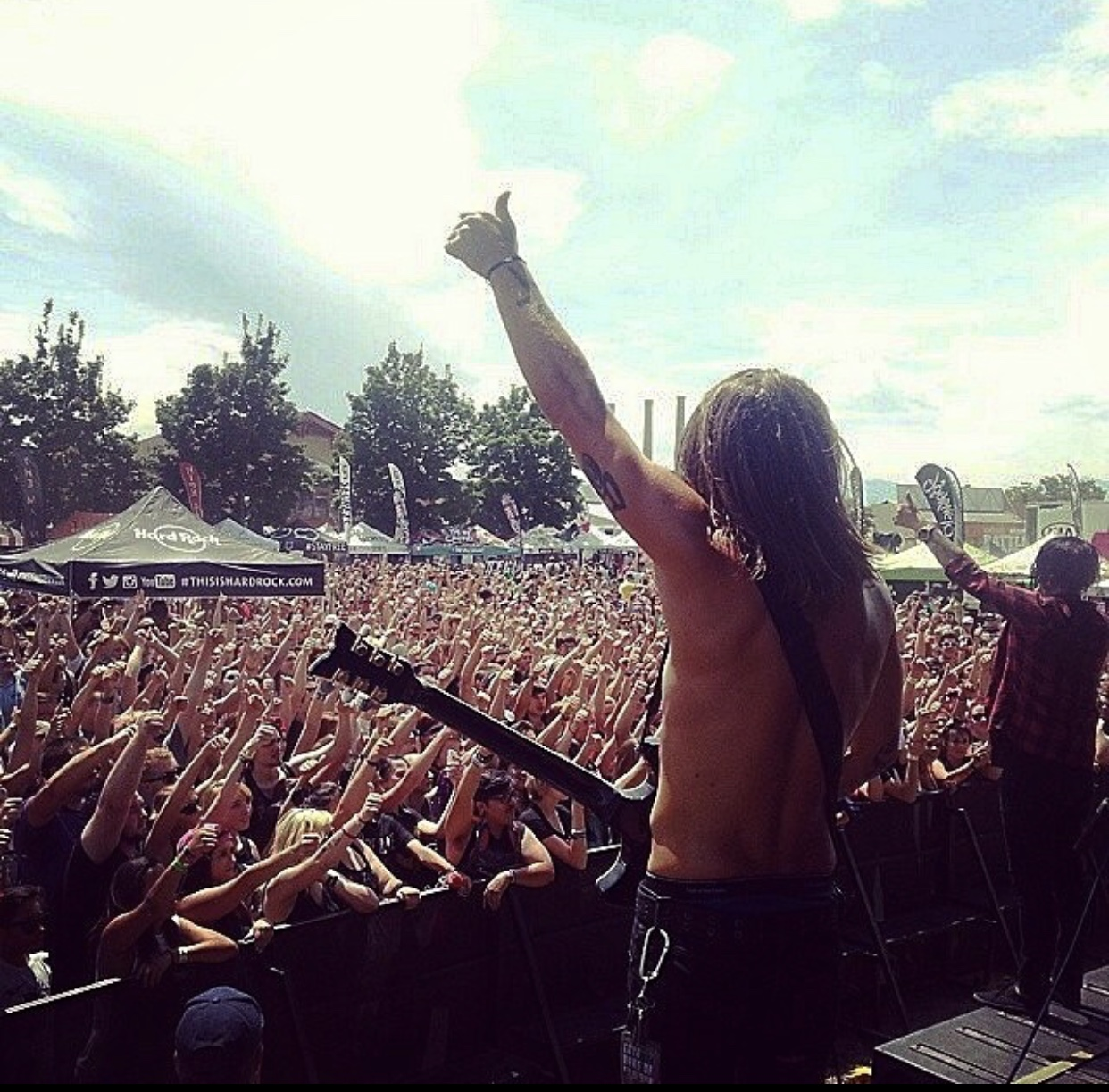
Get Scared participant à un festival en 2014.

Get Scared est un groupe de metal alternatif américain de Layton (Utah). Formé en 2008, le groupe a sorti son premier EP "Cheap Tricks and Theatrics" en 2009, puis un second "Cheap Tricks and Theatrics B-Sides" un an plus tard. Un autre EP, "Get Scared" est sorti en 2010, incluant des chansons comme "Voodoo" (Une nouvelle version de leur précédente chanson "If She Only Knew Voodoo Like I Do" présente sur "Cheap Tricks and Theatrics"), "Deepest Cut" et "Sarcasm" (Une révision de "Setting Yourself Up For Sarcasm" de l'album "Cheap Tricks and Theatrics") où est présent Craig Mabbitt. Leur premier véritable album, Best Kind of Mess, est sorti le 12 juillet 2011. Nicholas Matthews a ensuite quitté le groupe, à cause de problèmes mentaux et de conflits d’intérêts. Matthews a alors été remplacé par Joel Faviere en 2011. Avec Faviere, Get Scared sort un EP en 2012, intitulé "Built for Blame, Laced With Shame". Joel Faviere est alors très vite remplacé par Nicholas Matthews en 2012. Avec Nicholas Matthews, le groupe sort un second album le 11 novembre 2013, Everyone's Out To Get Me. Le 1er avril 2014, Get Scared produit une chanson dans la compilation Punk Goes 90s 2, en jouant un morceau phare de Lit : "My Own Worst Enemy". Le groupe a aussi joué sur le Vans Warped Tour. Leur nouvel album portant le titre Demons est sorti le 30 octobre 2015.

## Histoire

### -Formation etBest Kind of Mess(2008–2011)
Avant la formation de Get Scared, Nicholas Matthews, Johnny Braddock, Bradley Iverson et Warren Wilcock jouaient tous dans des groupes différents. Ils se sont ensuite rassemblés pour sortir leur EP, Cheap Tricks and Theatrics.
Le seul single de l'EP, "If Only She Knew Voodoo Like I Do", a eu un grand succès sur Internet. Il a bénéficié du regard de Universal Motown Records et d'une vidéo tout aussi populaire.
Pendant l'été 2010, le groupe a joué sur la tournée Sacred Ceremony, organisée par Hot Topic, avec Black Veil Brides et Vampires Everywhere!, ce qui a aidé à faire la promotion du groupe. En 2011, Get Scared sort son premier album nommé Best Kind of Mess. C'est leur première sortie sous le label Universal Motown Records. Cet album inclut de nouvelles versions des chansons "Setting Yourself Up for Sarcasm" et "If She Only Knew Voodoo Like I Do" sous les noms raccourcis "Sarcasm" et "Voodoo".
Get Scared a alors participé à plusieurs tournées, notamment The Dead Masquerade Tour (avec les groupes Escape the Fate, Alesana, Drive A et Motionless in White) de janvier à mars 2011 et avec le groupe Aiden aux côtés de Eyes Set To Kill, Dr Acula, Vampires Everywhere! et Escape the Fate (seulement sur certaines dates) au printemps 2011.

### -Everyone's Out to Get Me(2012–présent)
Le 30 novembre 2011, le groupe a annoncé que Matthews les quittait. Ils écrivaient que Matthews cherchait plus d'options dans sa carrière musicale et que cette annonce surprenait l'ensemble du groupe. Le groupe a alors reporté toutes les dates de concert a cause du départ du chanteur jusqu'à nouvel ordre. Dans le même message, ils ont aussi annoncé qu'ils tiendraient des auditions pour choisir un nouveau chanteur.
Le groupe revient dans les studios d'enregistrement le 28 décembre avec un nouveau chanteur. Bien qu'il n'y ait pas eu d'annonce officielle, beaucoup de rumeurs disaient que le remplaçant de Matthews serait le chanteur de Dear Chandelier, Joel Faviere. Ces informations s'appuyaient sur des tweets de Faviere et de certains membres de Get Scared sur Twitter,. C'est plus tard qu'a été confirmé officiellement que Joel Faviere était le nouveau chanteur. Le guitariste Adam Virostko a aussi intégré le groupe en septembre 2012 pour jouer sur The Pizza Party Tour avec Dead Rabbits. Le 21 novembre 2012, il était annoncé que Virostko était un membre permanent. Joel Faviere n'est pas resté longtemps car le 19 novembre 2012, Matthews réintégrait le groupe. Seul un EP, Built for Blame, Laced With Shame est sorti avec Joel Faviere en chanteur.
Le 5 juin 2013, Get Scared a annoncé qu'ils avaient conclu un accord avec Fearless Records et qu'un album sortirait à l'automne. Le 21 juin, Get Scared sortait une chanson appelée "At My Worst" sur YouTube. Une nouvelle chanson était publiée sur Twitter avant aucune annonce d'un nouvel album. Cette chanson, "For You", a maintenant disparu sur Internet, mais il a été révélé plusieurs mois après qu'elle ferait partie du prochain album.
Le 18 septembre, le groupe a annoncé le titre du second album : Everyone's Out To Get Me, et une sortie prévue le 11 novembre chez Fearless Records. En même temps, la liste des titres et une courte version du nouveau single "Told Ya So" du futur album ont été montrés. L'album est sorti le 24 septembre.
Le 1er janvier 2014, Fearless Records a publié une vidéo sur YouTube, annonçant les groupes qui sortiraient des albums cette année, et aussi la compilation Punk Goes 90's Vol. 2 dans laquelle Get Scared jouerait My Own Worst Enemy (une chanson du groupe Lit).

## Membres
Formation actuelle :
- Nicholas Matthews (chant) de 2008 à 2011 et de 2012 jusqu'à présent
- Daniel Juárez-batterie(2009-présent)
- John Braddock-guitare lead(2008-présent)
- Adam Virostko-guitare rythmique(2012-présent)
- Bradley Iverson-guitare basse (2011-présent)

## Discographie
Albums studio
- Best Kind of Mess (2011)
- Everyone's Out To Get Me (2013)
- Demons (2015)
- The Dead Days (2019)

EPs
- Cheap Tricks and Theatrics (2009)
- Get Scared (2010)
- Cheap Tricks and Theatrics: B-Sides (2011)
- Built for Blame, Laced With Shame (2012)

Singles
- "Sarcasm" (2010)
- "Fail" (2011)
- "Whore" (2011)
- "Cynical Skin" (2012)
- "Built for Blame" (2012)
- "Don't You Dare Forget the Sun" (2012)
- "Told Ya So" (2013)
- "My Own Worst Enemy" (2014)

Clips
- "If Only She Knew Voodoo Like I Do" (2009)
- "Sarcasm" (2011)
- "Don't You Dare Forget The Sun" (2012)
- "Badly Broken" (2013)